# Plongeon canard
 (novembre 2023).
Si vous disposez d'ouvrages ou d'articles de référence ou si vous connaissez des sites web de qualité traitant du thème abordé ici, merci de compléter l'article en donnant les références utiles à sa vérifiabilité et en les liant à la section « Notes et références ».

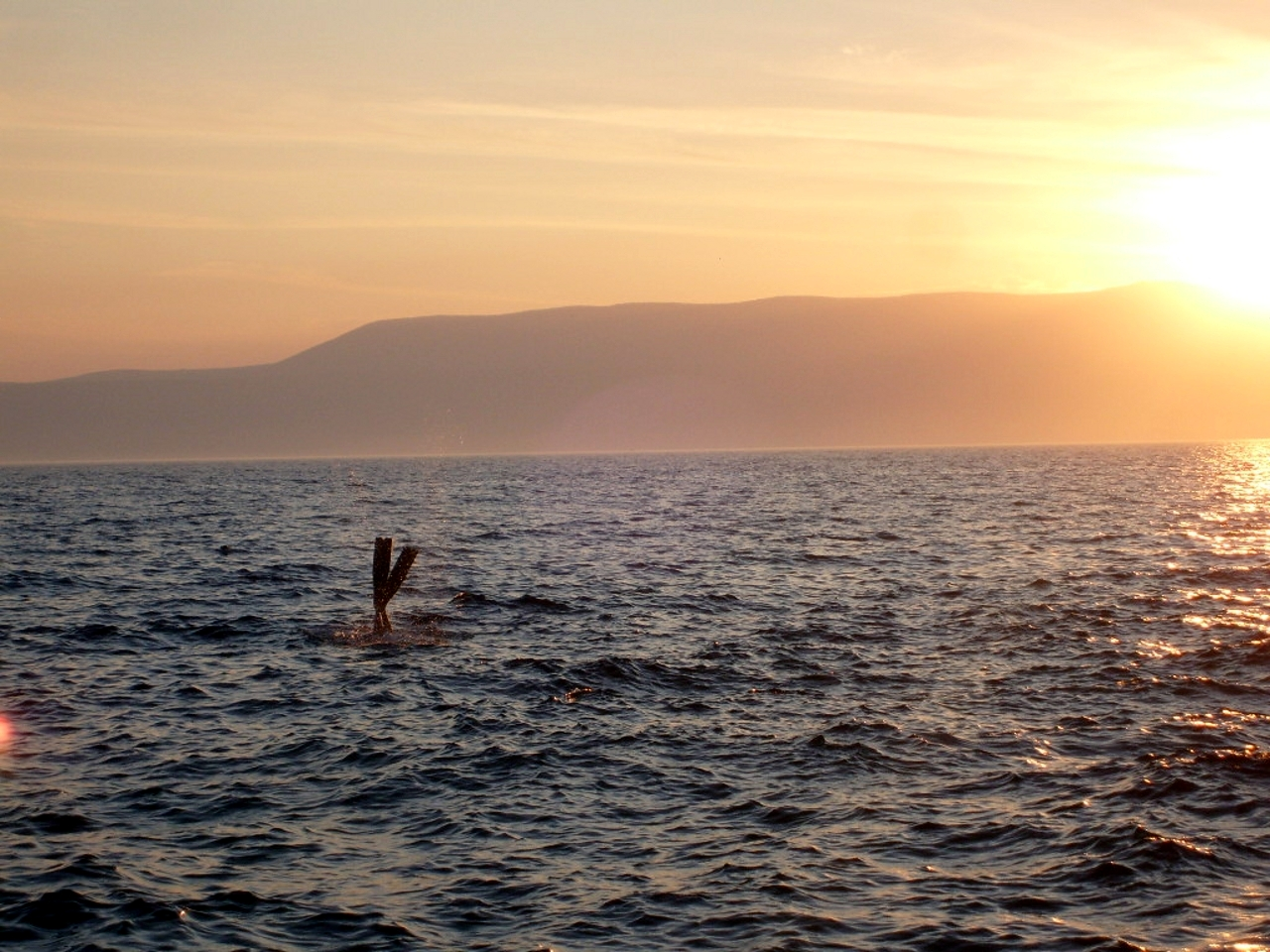
Palmes relevées d'un plongeur réalisant un canard.

Le plongeon canard est une technique d'immersion depuis la surface de l'eau, inspirée par les canards plongeurs. 
Depuis une position horizontale immobile ou en glisse, le nageur plie ses reins et incline son buste et ses bras vers le fond, puis il relève ses jambes à la verticale. Le poids du haut du corps pousse l'ensemble du corps en immersion complète.
Une variante en chasse sous-marine est le « demi-canard », avec une seule jambe relevée, moins efficace pour l'immersion mais plus discret.
En surf, le canard (anglais duck dive) consiste à pousse la planche courte sous l'eau (en débutant par le nez), pour permettre au surfeur et sa planche de passer sous une vague prête à déferler.